# Timothy Cavicchini
Timothy Cavicchini (Mantova, 3 novembre 1984) è un cantante italiano.

## Biografia

### Gli esordi con la band A.n.D. (1999 - 2005)
Nasce a Mantova nel 1984, dopo pochi anni si trasferisce con la famiglia a Monzambano vicino al Lago di Garda.
Da giovane frequenta il conservatorio di Mantova per studiare pianoforte. A 14 anni forma assieme a Giulio Gandini (basso), Fabio Orlandi (batteria), Martino Mostacci (chitarra) e Augusto Bombana (chitarra e cori) la band A.n.D. che pubblica nel 2003 il primo album autoprodotto e registrato dal titolo Sono solo semplici sogni, formato da 10 tracce originali tra cui i singoli A.n.D. e Maschera. Partecipano anche a concorsi musicali locali e nazionali come Arezzo Wave ed Emergenza Rock, al quale conquistano il secondo posto nazionale durante la finale tenutasi al Rolling Stone di Milano.

### Mad Joker (2005 - 2009)
Durante un'esibizione con la band A.n.D. viene notato dal batterista argentino Sergio Andres Agüero che lo inviterà a formare un nuovo progetto chiamato Mad Joker in cui militeranno Marco Melloni e vari chitarristi fra cui Augusto Bombana, Diego Belluschi e Gian Marco De Feo. Il progetto si interrompe a causa dei dissapori con l'agenzia della band, nonostante i componenti siano rimasti tutti in ottimi rapporti e continuino a collaborare ed interagire in diversi progetti musicali.

### Ostetrika Gamberini e The Voice of Italy (2011 - 2017)
Nell'estate 2011 sostituisce Rudi Caniato come cantante della band Ostetrika Gamberini di Rovigo.
Nel 2013 partecipa alla prima edizione di The Voice of Italy, alle blind audition del programma canta Sweet Child O'Mine dei Guns'n'Roses ottenendo il consenso di tutti e quattro i giudici Riccardo Cocciante, Piero Pelù, Raffaella Carrà e Noemi.  L'esperienza a The Voice of Italy si concluderà con Timothy Cavicchini al secondo posto.
Universal Music Group produce l'EP A fuoco, singolo presentato durante la fase finale di The Voice of Italy. La canzone entra nella programmazione estiva dell'emittente radiofonica nazionale RTL 102.5. Il tour estivo 2013 degli Ostetrika Gamberini conta oltre 70 live in tutta Italia durante i mesi estivi dello stesso anno.
Durante l'inverno 2013 esce il secondo singolo, Altrove, scritta da Graziano Romani e arrangiata da Nicolò Fragile. Universal Music Group non ne sostiene la diffusione. Contemporaneamente Timothy si presenta alle selezioni di Sanremo giovani 2014 con Ti sto ancora cercando, ma senza passare alla fase live.
Nel 2015 esce il terzo singolo Fondamentalmente che gli Ostetrika Gamberini presentano al Coca Cola Summer Festival su Canale 5. In questo contesto Timothy conosce il produttore Gianmarco Mazzi. Il video di Fondamentalmente è curato dal regista Gaetano Morbioli ma come già successo per il singolo Altrove l'etichetta discografica non sostiene il brano, cosa che lo porterà a tornare indipendente.
Il produttore Gianmarco Mazzi li aiuta a registrare il singolo Ti rubo gli occhi interamente realizzato, prodotto e registrato dalla band. Il singolo esce ad Agosto 2015 su RTL 102.5 con l'etichetta Baraonda Edizioni Musicali. Di seguito gli Ostetrika Gamberini riprovano ad accedere a Sanremo giovani 2015 con il brano All'infinito senza arrivare nemmeno questa volta alla fase finale.
Il 12 Giugno 2016 presenta a Verona sul palco del Premio Beatrice 2016 il singolo Fidati di me.
Continuano i live della band in tutta italia e nel 2017 escono i singoli Kattivo e Senza Se e Timothy è presente al Festival Show con il singolo Nudi e Perpendicolari, e la band si esibisce sul palco B degli I-Days di Monza.

### Nudi e Perpendicolari (2018 - 2020)
Nel 2018 Timothy e gli Ostetrika Gamberini registrano un album di canzoni originali intitolato Nudi e Perpendicolari. Grazie al crowfunding e alla fanbase la band raccoglie i fondi necessari alla produzione, registrazione e distribuzione del disco in meno di 30 giorni. L'album viene pubblicato il 15 maggio 2018.
Il 2019 inizia con un nuovo tour in tutta Italia di Timothy e Ostetrika Gamberini (band che lascerà nell'estate del 2020) e con la pubblicazione dei singoli Disteso sui miei guai e Un giorno impossibile.
Timothy è impegnato in TV nel programma All Together Now (programma televisivo) in onda su Canale 5 a partire da giovedì 16 maggio 2019.
Partecipa come comparsa nel video musicale di Michelle Hunziker Michkere.
Interpreta un ruolo nel film The Carpenter, per la regia di Steven Renso.

### Il ritorno in studio e la formazione "Timothy & the gang" (2021 - 2022)
A fine 2021 Timothy torna in studio dall'amico Nicolò Fragile e l'11 gennaio 2022 esce il singolo Io preferisco mentire.
Il 3 novembre 2022 pubblica il singolo Due come noi, prodotto da Nicolò Fragile.
Il 31 dicembre 2022 Timothy & the Gang con partecipazione di Sergio Agüero, Filippo Pasquali e Francesco Zucchi si esibiscono nella piazza principale di Mestre per lo spettacolo di capodanno insieme a Ringo di Virgin Radio.

### Il progetto AenneDi remastered (2023)
Fra aprile e maggio 2023 Timothy, Augusto Bombana e Claudio Luce (della formazione originale degli A.n.D.) si ritrovano presso il River Studio di Monzambano (MN) per rimasterizzare l'album "Sono Solo Semplici Sogni" in occasione del ventennale dalla sua uscita (2003-2023). Vengono rielaborati ed aggiornati i suoni delle tracce originali e l'album viene rinominato "Aennedi I". L'album viene anticipato dal singolo Infinito per sempre pubblicato a luglio 2023.

### Cinema
- The Carpenter, regia di Steven Renso (2021)